# Ивлев, Юрий Васильевич
Ю́рий Васи́льевич И́влев (21 декабря 1936, Верхнеспасское, Воронежская область — 7 июля 2024) — советский и российский учёный-логик. Заслуженный работник высшей школы Российской Федерации (2005).

## Биография
Родился в селе Верхнеспасское 21 декабря 1936 года.
В 1965 году окончил философский факультет МГУ. В 1972 году защитил кандидатскую, а в 1986 году докторскую диссертацию. В 1995 году стал лауреатом Ломоносовской премии МГУ. Работал профессором на кафедре логики философского факультета МГУ с 1989 года.
Умер 7 июля 2024 года в возрасте 87 лет.

## Научная деятельность
Является основателем новой области логики — квазиматричной логики. Автор учебников и научных работ по логике, философии.

### Научные труды
- Ивлев Ю. В. Теория и практика аргументации. — М.: Проспект, 2009. — 288 с. — 1000 экз.
- Ивлев Ю. В. Логика. — М.: Проспект, 2015. — 304 с. — 200 экз.